# Тодор Саздов
Тодор Саздов Йосифов е български революционер, деец на Вътрешната македоно-одринска революционна организация.

## Биография
Роден е през 1881 година в пробищипското село Горни Стубол в семейството на Саздо Йосифов Дамянов и Софка Стойчова Гогова. В 1903 година се присъединява към ВМОРО и действа като легален деец. Заподозрян от османските власти, става нелегален и влиза в четата на Атанас Бабата, с която действа в 1903 и 1904 година. След това от 1905 до Младотурската революция в 1908 година е с войводата Йордан Спасов. След изпаряването на Хуриета в 1909 година влиза в четата на Тодор Александров, а в 1911 година – в тази на Дончо Ангелов.
При избухването на Балканската война в 1912 година е доброволец в Македоно-одринското опълчение на Българската армия и под началството на Дончо Ангелов е в четата на Славчо Абазов и Тодор Александров. След това служи в I рота на XIII кукушка дружина и в Сборната партизанска рота на МОО.
След Междусъюзническата война и разделянето на по-голямата част от Македония между Гърция и Сърбия Саздов отново се заема с революционна дейност и в 1913 – 1915 година е четник на Дончо Ангелов и на Стоян Леков. При намесата на България в Първата световна война се записва в Българската армия и служи в V полк на XI дивизия до края на войната в 1918 година.
След войната остава в родното си село, но в 1919 година е заловен от сръбските власти и осъден на 20 години затвор. Лежи в затвора в Лепоглава. В 1927 година успява да избяга от затвора и да се добере до България.
На 13 март 1943 година, като жител на Горни Стубол, подава молба за народна пенсия, която е одобрена и пенсията е отпусната от Министерския съвет на Царство България.